# Yvonne Rüegg
Yvonne Rüegg (n. 2 august 1938, Cuira, cantonul Graubünden, Elveția) este o schioară alpină ce a reprezentat Elveția, medaliată olimpică. A participat la o ediție a Jocurilor Olimpice (1960) în care a câștigat o medalie de aur.

## Participări
Lista de mai jos prezintă principalele competiții la care a participat Yvonne Rüegg de-a lungul carierei.
- alpine skiing at the 1960 Winter Olympics – women's giant slalom[*]